# Wzgórza Bukowe
Wzgórza Bukowe (313.27) – mezoregion fizycznogeograficzny Pobrzeża Szczecińskiego, położony na południowy wschód od Szczecina, na prawym, wschodnim brzegu rzeki Odry – częściowo w granicach administracyjnych miasta (Prawobrzeże), a także przyległych gmin: Gryfino i Stare Czarnowo.

## Charakterystyka
Wzgórza Bukowe to jedno z najwyższych pasm wzniesień morenowych w zachodniej części województwa zachodniopomorskiego. Widoczne z odległości wielu kilometrów, tworzą zdecydowaną dominantę w krajobrazie obszarów graniczących od południa i wschodu ze Szczecinem. Stanowią wysoki wał morenowy z najwyższym punktem, górą Bukowiec o wysokości 149 m n.p.m., różnicami terenu dochodzącymi do 100 m i z licznymi jarami, parowami i dolinami potoków. Ciągnie się od Regalicy aż po obniżenie jeziora Miedwie. Wzgórza oddzielone są od Wału Stobniańskiego i Wzgórz Warszewskich na zachodzie szeroką na kilka kilometrów Doliną Dolnej Odry. Porośnięte głównie drzewostanem bukowym, dębowym, sosnowym i mieszanym, zwanym Puszczą Bukową, chronioną jako Szczeciński Park Krajobrazowy „Puszcza Bukowa”; fragmenty najcenniejsze pod względem przyrodniczym chronione są także w 7 rezerwatach. W Puszczy wytyczono wiele turystycznych szlaków pieszych, rowerowych i konnych. Popularne miejsce wypoczynku szczecinian z doskonałymi panoramami miasta i punktami widokowymi na dolinę Odry. Od północy u podnóża Wzgórz przebiega autostrada A6, a od zachodu droga ekspresowa S3.

## Geomorfologia
Wzgórza są pasem starszych moren (czyli pasm wzgórz utworzonych przez lądolody wcześniejszych zlodowaceń), przekształconych powierzchniowo kilkanaście tysięcy lat temu przez ostatnie zlodowacenie. W budowie wzgórz dominują struktury glacitektoniczne (związane z działalnością tektoniczną lądolodu) w postaci fałdów, łusek i porwaków, złożone z materiałów wodno-lodowcowych, iłów oligoceńskich i margli kredowych. Często warstwy są pomieszane ze sobą i zalegają niechronologicznie. Z łuskowatym układem warstw geologicznych związane jest bardzo ciekawe zjawisko zanikania potoków. Na terasie kemowej u północnego krańca Wzgórz dominują piaski z domieszką żwirów, wykazujące często ślady warstwowania. Ciągła pokrywa gliniasta rozpoczyna się na obszarze wododziałowym (okolice Kołowa) i rozciąga dalej na południe. W północnej części wyłaniają się na powierzchnię margle i wapienie kredowe, które wciśnięte są jako porwaki w młodsze utwory skalne. Po ustąpieniu lodowca rzeźba Wzgórz była kształtowana przez długotrwałe procesy erozji i denudacji.
Ze względu na dominujące formy rzeźby oraz ich genezę teren Wzgórz można podzielić na:
- obszar północny – ze stokami o nachyleniu często powyżej 20° porozcinanymi licznymi głębokimi V-kształtnymi lub trapezowatymi dolinami, z ciekami lub bez. Od zachodu opada wyraźną krawędzią ku dolinie Odry;
- obszar środkowy – wysoczyzna morenowa płaska i falista zlokalizowana na głównym dziale wodnym Wzgórz. Stanowi rodzaj wierzchowiny, dość stromo opadającej ku północy i łagodnie ku południowi. Pozostałość powierzchni wysoczyzny pierwotnie budującej to pasmo. Liczne bezodpływowe zagłębienia z oczkami wodnymi i małymi torfowiskami;
- obszar południowy – płaska i falista wysoczyzna morenowa oraz sandr z licznymi zagłębianiami bezodpływowymi zajętymi przez jeziora, oczka wodne i torfowiska. Kilka piaszczysto-żwirowych pagórków ozowych.

## Klimat
Na warunki klimatyczne Wzgórz mają wpływ przede wszystkim: znaczne wysokości względem otaczających obszarów, bliskość dużych zbiorników wodnych, duże kompleksy leśne, bliskość dużego miasta. W porównaniu do terenów otaczających obszar Wzgórz charakteryzuje się: niższymi temperaturami powietrza, krótszym okresem bezprzymrozkowym, wyższymi sumami opadów, dłuższym zaleganiem pokrywy śnieżnej, znacznym przestrzennym zróżnicowaniem warunków mikroklimatycznych. Często wydziela się oddzielną subkrainę klimatyczną – VIA „Puszcza Bukowa”.
Podstawowe dane meteo (średnie) na podstawie badań ze Stacji Szczecin-Dąbie (1 m n.p.m.) z maksymalnego okresu 1951–2009:
- Promieniowanie całkowite roczne: 3700 MJ/m² (V–VII: 610 MJ/m², XII: 50 MJ/m²)
- Usłonecznienie: 1535–1540 h/rok ; 7,8 h/dzień (V), 7,1 h/dzień (VII), 7,0 h/dzień (VIII), 0,9 h/dzień (XII)
- Kierunek wiatru: X–III: SW – 34,7%, W – 15,8% ; IV–X: SW – 23,5%, S – 16,4% ; cisza – 4,0–5,3%
- Prędkość wiatru: 4,4 m/s (XII), 2,9 m/s (VIII)
- Temperatura powietrza: 8,6 °C (roczna), –0,5 °C (I), 18,0 °C (VII) [w wyższych partiach temperatury niższe o 0,3–0,8 °C]
- Długość okresów: t<0 °C – 46 dni ; t>3 °C – 270 dni ; t>5 °C – 225 dni ; t>10 °C – 165 dni
- Dni z odczuciem komfortu termicznego (18,1–23,0 °C) w półroczu ciepłym: 13,5 (VI), 12,71 (VIII), 12,4 (VII)
- Średnie daty przymrozków: Wiosna: 28.IV [wyżej – 2.V], Jesień: 17.X [wyżej – 14.X]
- Wilgotność powietrza: 89% (XII), <75% (IV–VI)
- Sumy opadów: 534 mm/rok [wyżej – 600 mm/rok], 67 mm/miesiąc (VII), 30 mm/miesiąc (II)
- Liczba dni z opadem ≥ 1 mm: 103 [wyżej – 105–110]
- Liczba dni z pokrywą śnieżną > 5 cm: 20 [wyżej – 23–30]

## Atrakcje turystyczne
- Puszcza Bukowa
- Jezioro Szmaragdowe, sztuczna grota i stara kopalnia kredy w Szczecinie Zdrojach
- Arboretum w Glinnej
- Niemiecki Cmentarz Wojenny w Glinnej
- Opactwo cystersów w Kołbaczu
- Szwedzki Młyn
- uroczysko Mosty
- punkty widokowe: Widok, Wzgórze Akademickie, Wzgórze Bombardierów, Śnieżna Górka, Piaseczna Góra
- głazy narzutowe (880): Głaz Grońskiego, Głaz Krajoznawców, Kołyska, Szwedzki Kamień, Serce, Leśny Głaz, Miedwiański Kamień, Słupi Głaz, Ukryty Głaz, Zbójnicki Głaz, Słupieniec, Anna i Andrzej, Antoni, Błażej, Semafor, Morowce
- Jezioro Binowskie, Glinna Wielka, Piasecznik Duży (ośrodki wypoczynkowe, pola namiotowe, plaże)
- pole golfowe w Binowie
- ośrodki jazdy konnej w Kołówku i Binowie
- spływy kajakowe: Płonia
- kościoły ceglane i kamienne, cmentarze przykościelne w okolicznych wsiach
- jary: Dolina Wężówki, Dolina Suchego Potoku
- „zanikające potoki”: Ponikwa i Utrata
- Berlinka, Estakada autostradowa w Klęskowie
- obiekty militarne: bunkry, dawna prochownia, dawne poligony
- grodziska: Chojna, Glinna, Zgniły Grzyb
- pomniki przyrody: Dęby Bolesława Krzywoustego w Klęskowie, Dąb Frater, Dęby Książęce w Zdrojach, Dęby Wartownicy w Podjuchach, Dąb Myśliwych, Dąb pod Gryfami w Żelisławcu, Żywotniki Mazurkiewicza, Buk Lipniackiego, Lipa Ottona w Płoni, Lipa Pokoju w Kołowskim Rogu, Cis Braterstwa Broni w Chlebowie.

Baza noclegowa znajduje się głównie w południowych dzielnicach Szczecina oraz nad jeziorami Binowskim i Glinna Wielka, w mniejszych miejscowościach gospodarstwa agroturystyczne.

## Miejscowości
- Szczecin
- Binowo
- Chlebowo
- Dębina
- Dobropole Gryfińskie
- Glinna
- Kołbacz
- Kołowo
- Radziszewo
- Stare Czarnowo
- Wysoka Gryfińska
- Żelisławiec

## Galeria

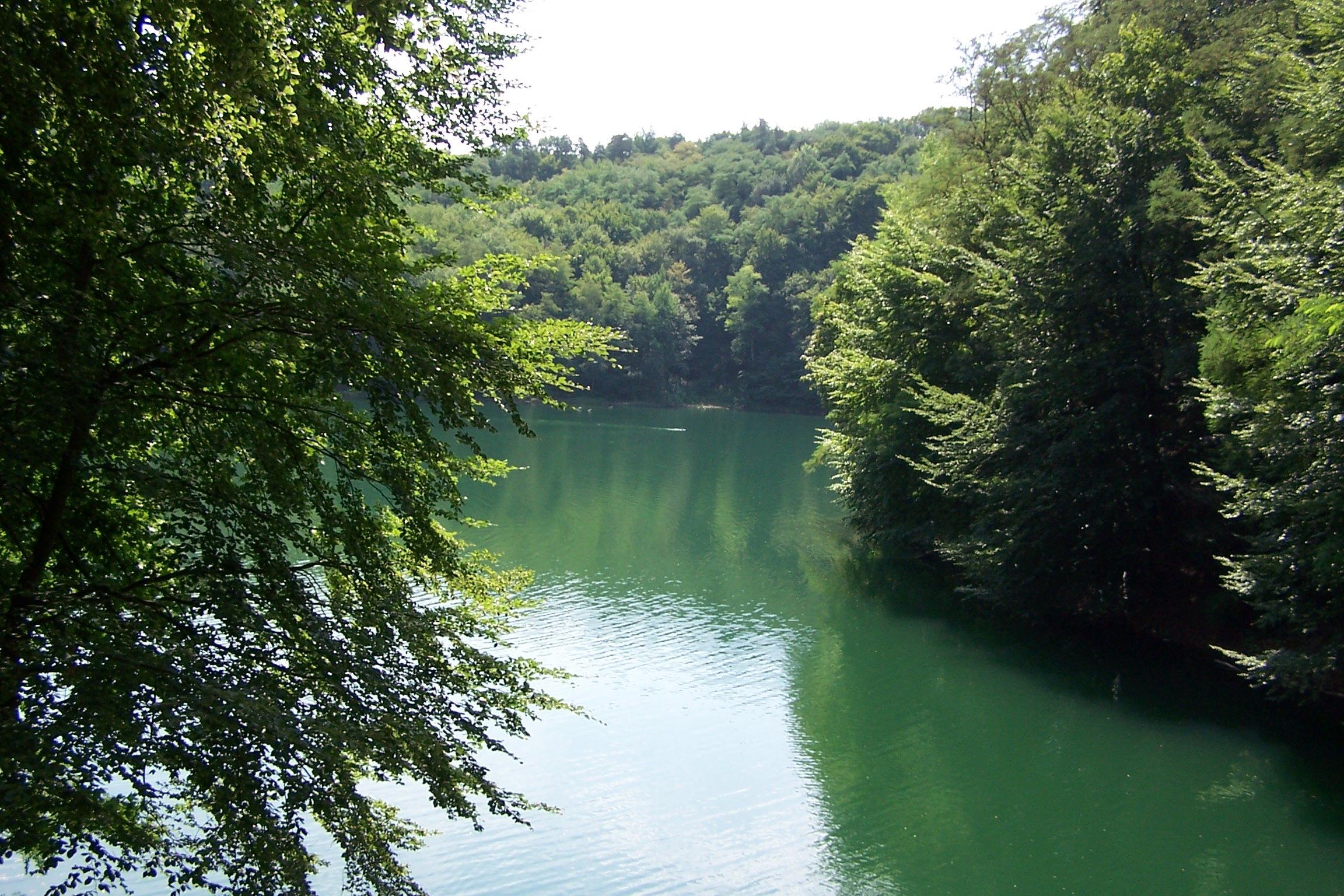
Jezioro Szmaragdowe w Szczecinie
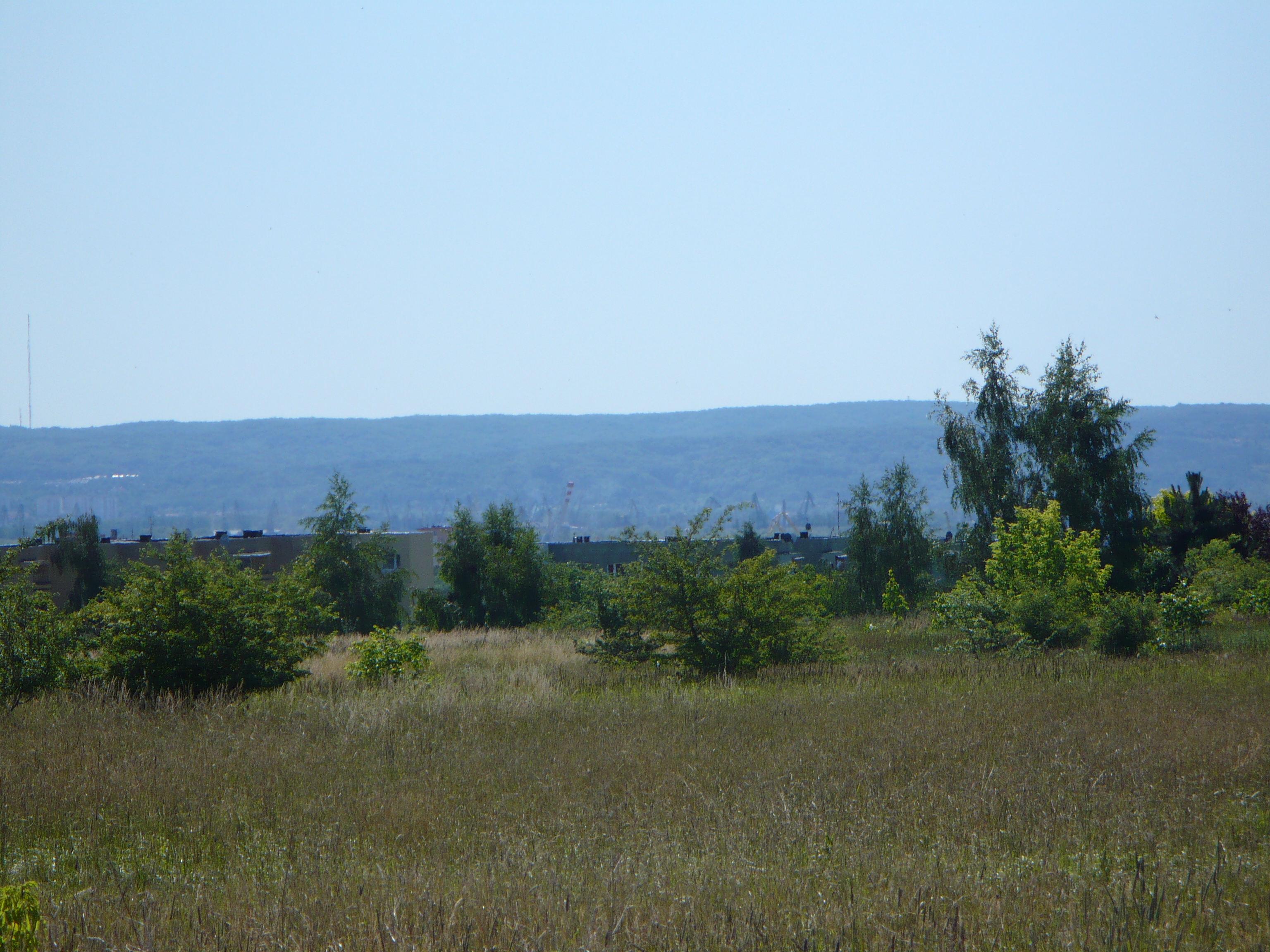
Panorama ze Wzgórz Warszewskich (Odolany)
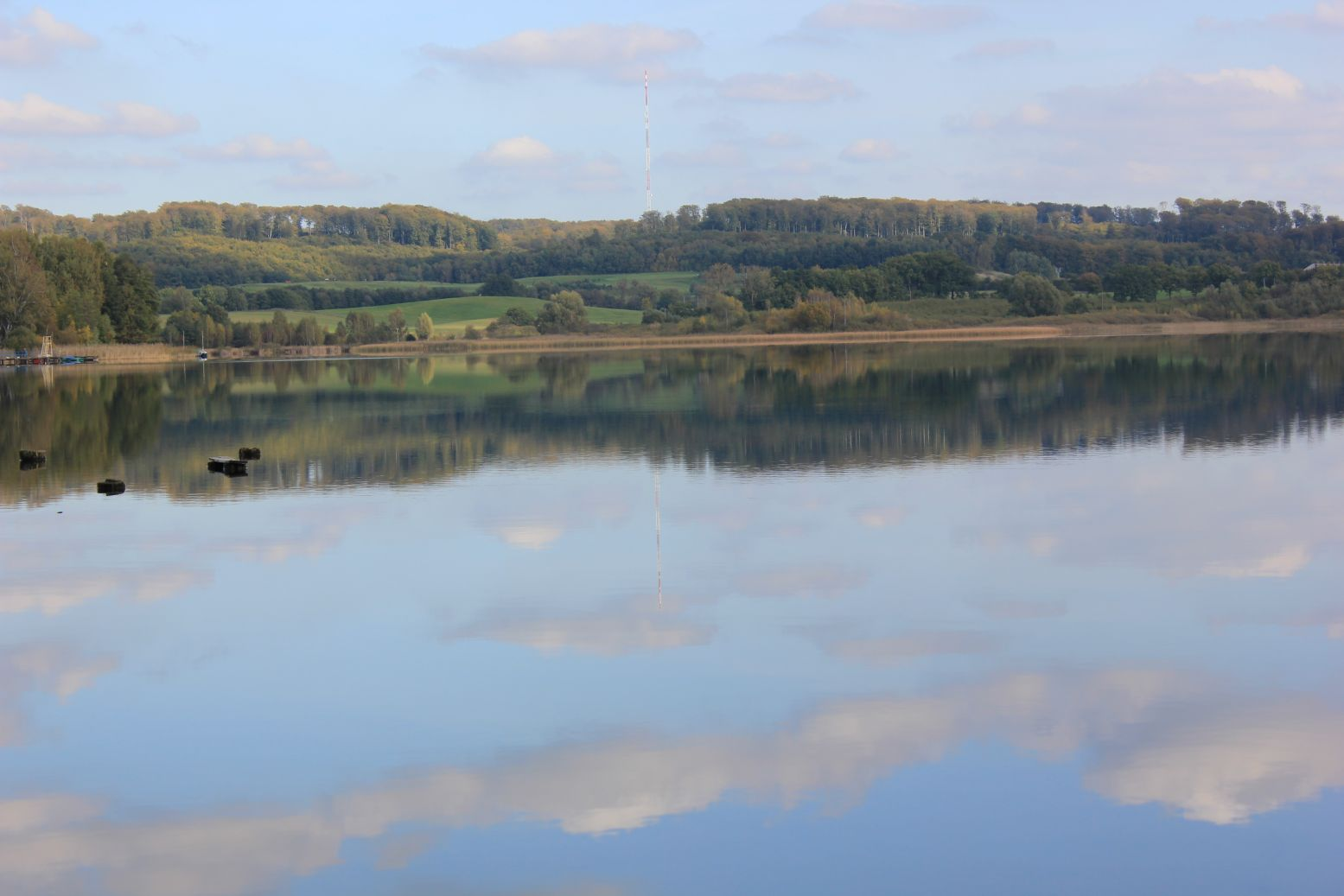
Jezioro Binowskie
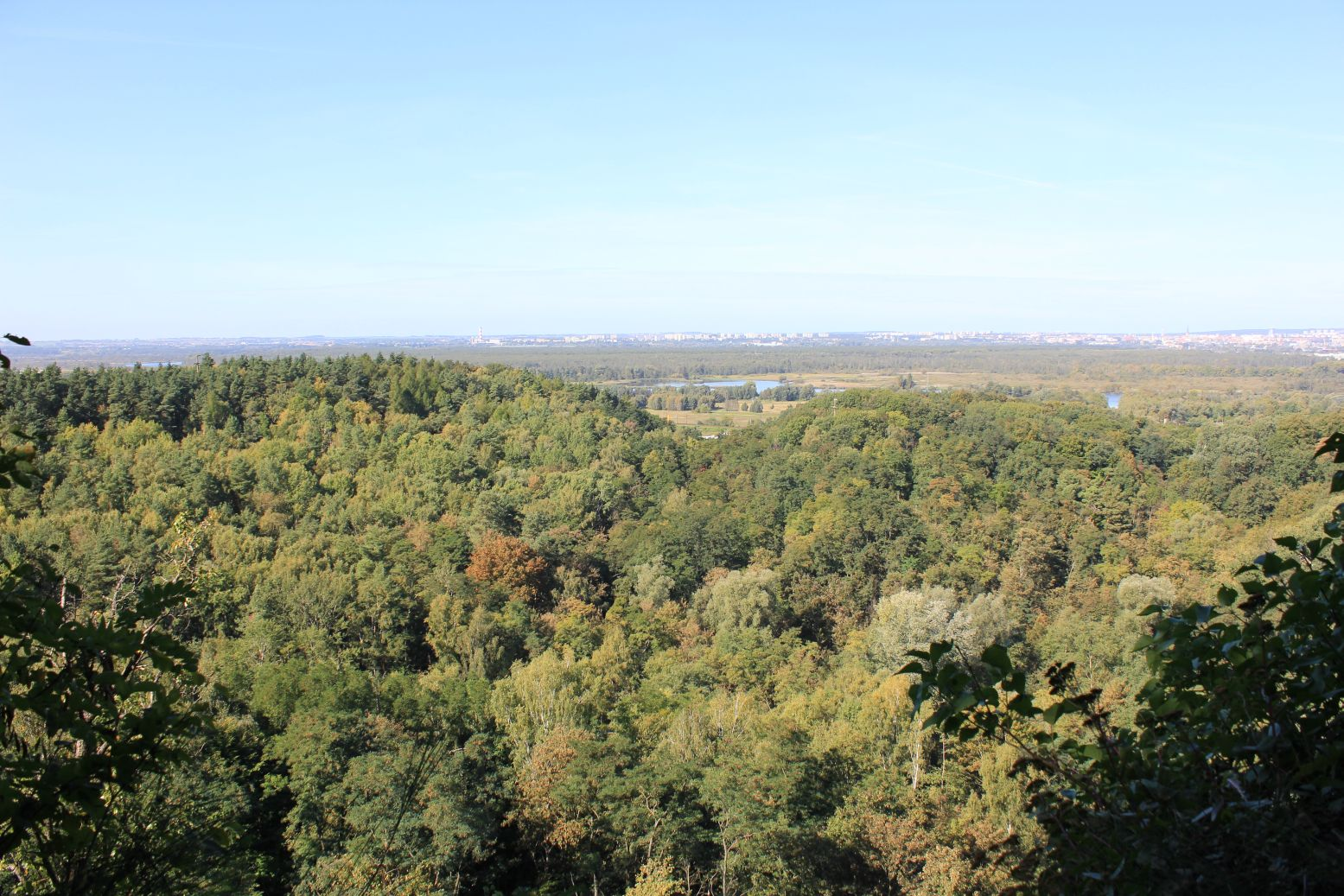
Park Leśny Zdroje – Panorama Szczecina